# A Little Bit Longer
A Little Bit Longer ist das dritte Studioalbum der US-amerikanischen Band Jonas Brothers. Es erschien am 12. August 2008 bei Hollywood Records und erreichte Platz eins in den Vereinigten Staaten.

## Hintergrund
Das Album war das zweite, welches die Brüder unter dem Label Hollywood Records veröffentlichten. Benannt wurde die CD nach der gleichnamigen Single, welche Sänger Nick Jonas über seine Krankheit Diabetes Typ 1 schrieb. Zudem produzierte man dieses Album, genau wie seinen Vorgänger Jonas Brothers mit der von der The Walt Disney Company entwickelten Technologie CDVU+, die das Speichern Computer-lesbarer Dateien erlaubt. Durch diese Technik beinhaltet das Album über 30 Seiten mit Besonderheiten wie exklusiven Video-Auftritten, 60 druckbaren Fotos, sämtlichen Liedtexte, herunterladbaren Grafiken und anderem.

## Veröffentlichung und Promotion
Das dritte Studioalbum der Gruppe wurden am 12. August 2008 veröffentlicht, am 3. Oktober erschien es in Europa. Am 9. Dezember 2008 und 14. Januar 2009 wurden in Kanada und Japan zwei als Deluxe-Editionen veröffentlicht, die jeweils eine Bonus-DVD beinhalteten. Promotet wurde das Album vor allem durch die Burnin’ Up Tour, die von Juli bis September 2008 stattfand und 47 Konzerte in Nordamerika und eines in der Karibik beinhaltete. Das während der Tournee aufgenommene Filmmaterial wurde im Februar 2009 als 3D-Kinofilm veröffentlicht und trug den Namen Jonas Brothers – Das ultimative 3D Konzerterlebnis.

## Titelliste
| #   | Titel                             | Autoren                                                                           | Länge |
| --- | --------------------------------- | --------------------------------------------------------------------------------- | ----- |
| 1.  | BB Good                           | Nick Jonas, Joe Jonas, Kevin Jonas, John Taylor                                   | 2:56  |
| 2.  | Burnin’ Up (feat. Big Rob)        | Nick Jonas, Joe Jonas, Kevin Jonas                                                | 2:54  |
| 3.  | Shelf                             | Nick Jonas, Joe Jonas, Kevin Jonas                                                | 3:48  |
| 4.  | One Man Show                      | Nick Jonas, Joe Jonas, Kevin Jonas                                                | 3:08  |
| 5.  | Lovebug                           | Nick Jonas, Joe Jonas, Kevin Jonas                                                | 3:40  |
| 6.  | Tonight                           | Nick Jonas, Joe Jonas, Kevin Jonas, Greg Garbowsky                                | 3:29  |
| 7.  | Can’t Have You                    | Nick Jonas, P.J. Bianco                                                           | 4:28  |
| 8.  | Video Girl                        | Nick Jonas, Joe Jonas, Kevin Jonas                                                | 2:53  |
| 9.  | Pushin’ Me Away                   | Nick Jonas, Joe Jonas, Kevin Jonas                                                | 3:03  |
| 10. | Sorry                             | Nick Jonas, Joe Jonas, Kevin Jonas                                                | 3:12  |
| 11. | Got Me Going Crazy                | Nick Jonas                                                                        | 2:35  |
| 12. | A Little Bit Longer               | Nick Jonas                                                                        | 3:25  |
|     | Europa-Bonus-Track                |                                                                                   |       |
| 13. | When You Look Me in the Eyes      | Nick Jonas, Joe Jonas, Kevin Jonas, P.J. Bianco, Raymond Boyd, Kevin Jonas Senior | 4:09  |
|     | Target-Bonus-Track                |                                                                                   |       |
| 13. | Hello, Goodbye (Beatles-Cover)    | Lennon/McCartney                                                                  | 2:07  |
|     | Walmart-Bonus-Track               |                                                                                   |       |
| 13. | Live to Party                     | Nick Jonas, Joe Jonas, Kevin Jonas                                                | 2:58  |
|     | Best Buy-Bonus-Track              |                                                                                   |       |
| 13. | Out of This World                 |                                                                                   | 3:10  |
|     | Australien-Bonus-Track            |                                                                                   |       |
| 13. | Live to Party                     | Nick Jonas, Joe Jonas, Kevin Jonas                                                | 2:58  |
| 14. | Hello, Goodbye (Beatles-Cover)    | John Lennon/Paul McCartney                                                        | 2:07  |
|     | iTunes Deluxe-Edition-Bonus-Track |                                                                                   |       |
| 13. | Lovebug (Musikvideo)              |                                                                                   | 4:12  |
| 14. | Making of Lovebug                 |                                                                                   | 4:21  |

## Singles
Am 24. Juni 2008 gab iTunes bekannt, aufgrund eines Werbevertrages mit der Band alle zwei Wochen ein Lied, insgesamt dann vier Titel, zu veröffentlichen. Dieses waren Burnin’ Up, Pushin’ Me Away, Tonight und A Little Bit Longer.

### Burnin’ Up
Die erste Single des Albums wurde am 20. Juni für die Radiostationen veröffentlicht, am gleichen Tag war auch das Musikvideo erstmals zu sehen. Am 20. Juni lief auch der Film Camp Rock im Fernsehen. Ab dem 24. Juni konnte man das Lied dann bei iTunes erwerben. Der Titel stieg bis auf Platz fünf in den Billboard Hot 100, damit es das bisher erfolgreichste Lied der Band. In Deutschland erreichte das Lied Platz 35.

### Lovebug
Die zweite Singleauskopplung Lovebug wurde am 7. September 2008 bei den MTV Video Music Awards 2008 erstmals gespielt. Ab dem 30. September war das Lied in den USA erhältlich. Das Musikvideo, in dem Camilla Belle zu sehen ist, zeigte man erstmals am 19. Oktober. In den Charts war das Lied weit weniger erfolgreich als die vorangegangene Single, es erreichte in den USA nur Rang 49.

### Tonight
Die dritte Veröffentlichung war gleichzeitig auch die letzte. Bis heute ist das Lied hinter Burnin’ Up mit Platz acht die erfolgreichste Single in den USA, in Deutschland stieg es jedoch nicht in die Charts ein. Der Titel erschien erstmals am 29. Juli 2008 als Download, da es Teil einer von iTunes organisierten Aktion war. Offiziell erschien das Lied am 4. Januar 2009 als dritte Single, es stieg dann zum zweiten Mal in die Charts ein.

### Chartplatzierungen
| Jahr | Titel Album     | Höchstplatzierung, Gesamtwochen, AuszeichnungChartplatzierungen (Jahr, Titel, Album, Platzierungen, Wochen, Auszeichnungen, Anmerkungen) | Höchstplatzierung, Gesamtwochen, AuszeichnungChartplatzierungen (Jahr, Titel, Album, Platzierungen, Wochen, Auszeichnungen, Anmerkungen) | Höchstplatzierung, Gesamtwochen, AuszeichnungChartplatzierungen (Jahr, Titel, Album, Platzierungen, Wochen, Auszeichnungen, Anmerkungen) | Höchstplatzierung, Gesamtwochen, AuszeichnungChartplatzierungen (Jahr, Titel, Album, Platzierungen, Wochen, Auszeichnungen, Anmerkungen) | Höchstplatzierung, Gesamtwochen, AuszeichnungChartplatzierungen (Jahr, Titel, Album, Platzierungen, Wochen, Auszeichnungen, Anmerkungen) | Anmerkungen                                               |
| Jahr | Titel Album     | DE | AT | CH | UK | US | Anmerkungen                                               |
| --- | --------------- | --- | --- | --- | --- | --- | --------------------------------------------------------- |
| 2008 | Burnin’ Up      | DE35 (6 Wo.)DE | AT39 (4 Wo.)AT | — | UK30 (5 Wo.)UK | US5 (12 Wo.)US | Erstveröffentlichung: 19. Juni 2008 Verkäufe: + 2.035.000 |
| 2008 | Lovebug         | — | — | — | UK92 (2 Wo.)UK | US49 (15 Wo.)US | Erstveröffentlichung: 30. September 2008                  |
| 2008 | Tonight         | — | — | — | — | US8 (4 Wo.)US | Erstveröffentlichung: 4. Januar 2009                      |
| Folgende Lieder erschienen nicht als Single, wurden aber durch das Album zum Download und Streaming bereitgestellt und konnten somit eine Platzierung erlangen: |                 | | | | | |                                                           |
| |                 | | | | | |                                                           |
| 2008 | Pushin’ Me Away | — | — | — | — | US16 (2 Wo.)US | Charteinstieg: 2. August 2008                             |
| 2008 | Shelf           | — | — | — | — | US100 (1 Wo.)US | Charteinstieg: 30. August 2008                            |
| 2008 | BB Good         | — | — | — | — | US88 (1 Wo.)US | Charteinstieg: 30. August 2008                            |

## Rezeption

### Kritiken
Stephen Thomas Erlewine von Allmusic schrieb, dass die Jonas Brothers ein Pop-Phänomen seien. Außerdem sei die nachklingende Blödheit der ersten beiden Alben der Gruppe verschwunden und die Band reifer geworden. Das Magazin The Observer, welches zwei unterschiedliche Rezensionen zur CD schrieb, bewertete diese negativ und merkte sarkastisch an, dass drei von Disney befürwortete, amerikanisch evangelische Wohltäter-Geschwister auf einer Mission sind, die moralische Abfallgrube Rock ’n’ Roll zu retten. Das Slant Magazine war der Meinung, dass das Album trotz guter Verkaufszahlen den Jonas Brothers nicht die Möglichkeit gäbe, aus dem Schatten der Teenager-Popmusik auszutreten. Die Los Angeles Times behauptete, dass die Band mit einigen Liedern des Albums Verletzlichkeit zeige, es insgesamt jedoch immer noch eher nichtssagend sei und zudem wenig Tiefe aufweise.

### Chartplatzierungen
Das Album war erfolgreicher als sein Vorgänger, es erreichte in der ersten Woche mit 525.000 verkauften Einheiten Platz eins in den US-amerikanischen Billboard 200. Auch in Europa platzierte es sich in den Charts, war jedoch hier weniger erfolgreich und konnte nicht an die Platzierungen des Vorgängers Jonas Brothers anknüpfen.
| ChartsChartplatzierungen       | Höchstplatzierung | Wochen |
| ------------------------------ | ----------------- | ------ |
| Deutschland (GfK)              | 23 (4 Wo.)        | 4      |
| Österreich (Ö3)                | 27 (4 Wo.)        | 4      |
| Schweiz (IFPI)                 | 55 (8 Wo.)        | 8      |
| Vereinigte Staaten (Billboard) | 1 (28 Wo.)        | 28     |
| Vereinigtes Königreich (OCC)   | 19 (12 Wo.)       | 12     |

| ChartsJahrescharts (2008)      | Platzierung |
| ------------------------------ | ----------- |
| Vereinigte Staaten (Billboard) | 25          |

| ChartsJahrescharts (2009)      | Platzierung |
| ------------------------------ | ----------- |
| Vereinigte Staaten (Billboard) | 77          |

### Auszeichnungen für Musikverkäufe
Bis Juni 2010 hatte sich das Album um die 1,6 Millionen Mal verkauft. Quellenangaben und Schallplattenauszeichnungen zufolge setzte es bis Juli 2024 über 2,5 Millionen Einheiten ab.
| Land/Region                  | Auszeichnungen für Musikverkäufe (Land/Region, Auszeichnung, Verkäufe) | Verkäufe  |
| ---------------------------- | ---------------------------------------------------------------------- | --------- |
| Brasilien (PMB)              | Platin                                                                 | 60.000    |
| Golf-Kooperationsrat (IFPI)  | Gold                                                                   | 3.000     |
| Irland (IRMA)                | Gold                                                                   | 7.500     |
| Kanada (MC)                  | 2× Platin                                                              | 160.000   |
| Mexiko (AMPROFON)            | Platin                                                                 | 80.000    |
| Neuseeland (RMNZ)            | Gold                                                                   | 7.500     |
| Polen (ZPAV)                 | Gold                                                                   | 10.000    |
| Spanien (Promusicae)         | Platin                                                                 | 80.000    |
| Vereinigte Staaten (RIAA)    | Platin                                                                 | 2.082.000 |
| Vereinigtes Königreich (BPI) | Gold                                                                   | 100.000   |
| Insgesamt                    | 5× Gold · 6× Platin ·                                                  | 2.590.000 |

Hauptartikel: Jonas Brothers/Auszeichnungen für Musikverkäufe